# Domaine de Nikolskoïe-Tcherentchitsy
Le domaine de Nikolskoïe-Tcherentchitsy (en russe : Усадьба Никольское-Черенчиц) est un domaine situé dans la localité de Nikolskoïe-Tcherentchitsy dans le raïon de Torjok de l'oblast de Tver, en Russie européenne. Il est inscrit la liste indicative du patrimoine mondial depuis février 2023.

## Histoire
Le village de Nikolskoïe est le lieu de naissance en 1751 de l'architecte russe Nikolaï Lvov dans le domaine de son père. Il en est ensuite devenu le propriétaire, et commença dans les années 1780 la construction d'un grand domaine. Le manoir principal du domaine est abandonné, mais d'autres bâtiments comme l'église sont entretenus.

## Patrimonialité
L'édifice est classé dans la liste de l'héritage patrimonial de la Russie d'importance fédérale sous le no 691520256930006 depuis 1960. Le domaine fait partie du site intitulé « Centre-ville historique de Torjok et propriétés de campagne conçues par Nikolaï Lvov », inscrit par le gouvernement russe le 13 février 2023 sur la liste indicative du patrimoine mondial de l'Unesco,.

## Galerie

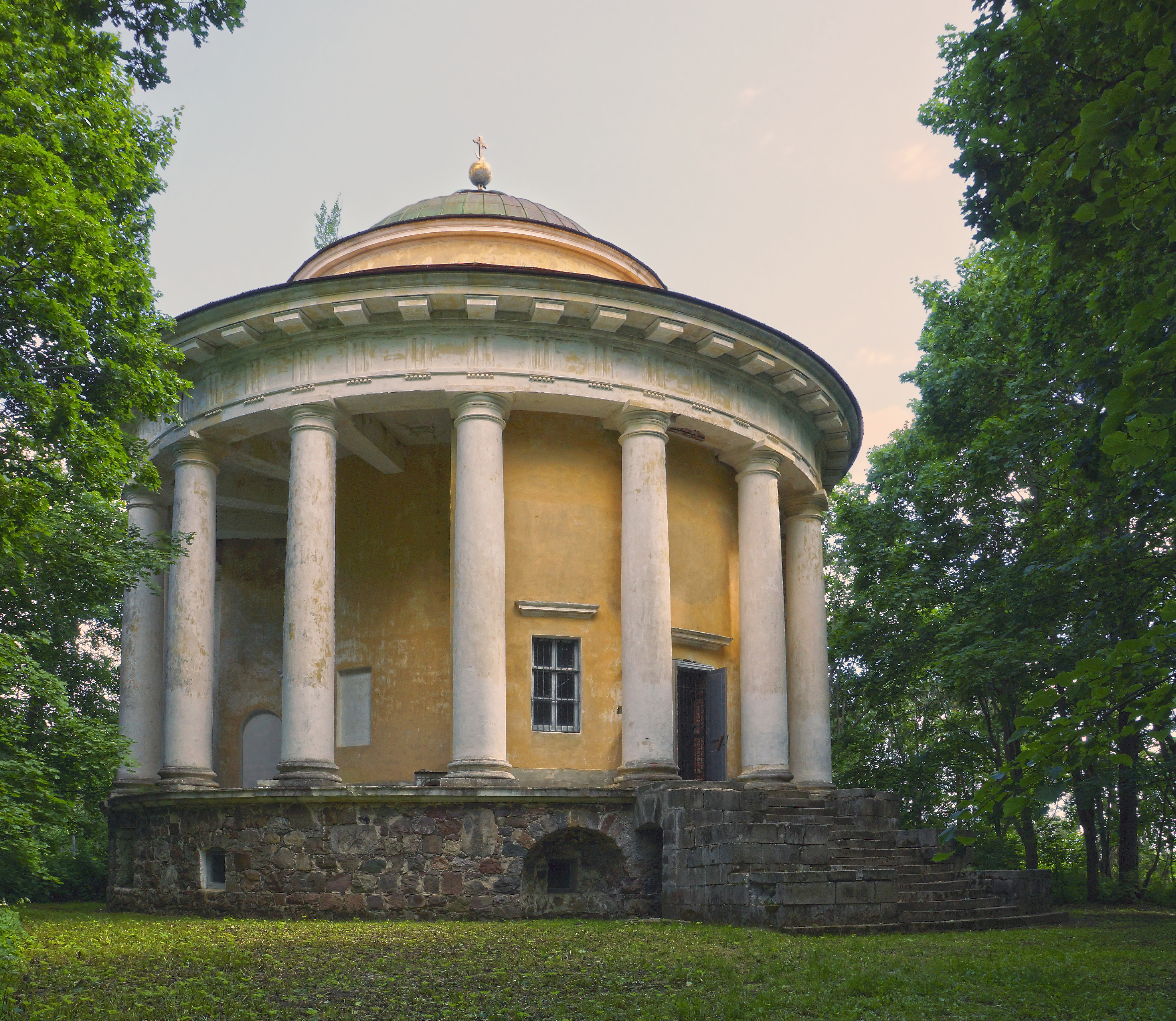
L'église de la Résurrection.
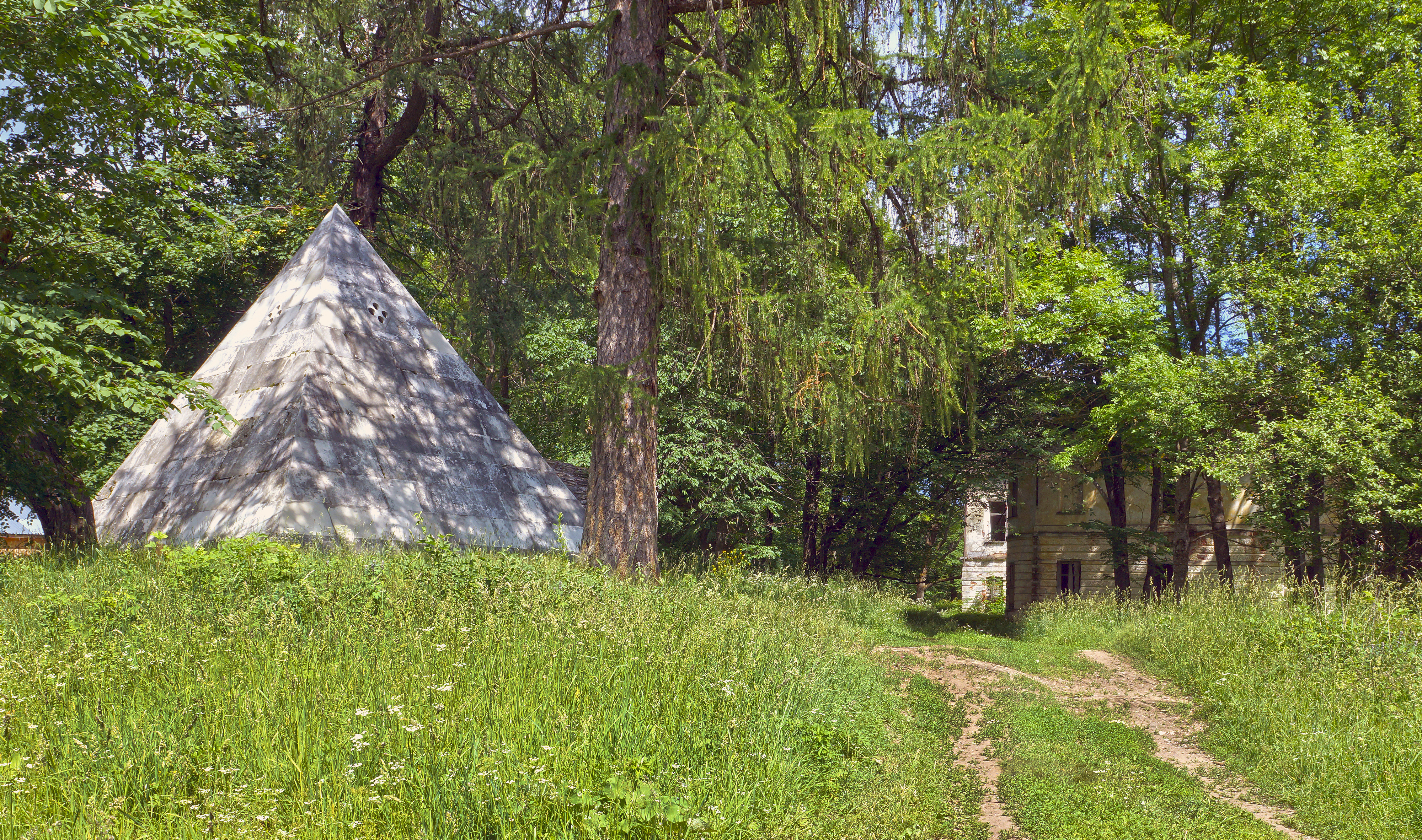
Pyramide dans le domaine.
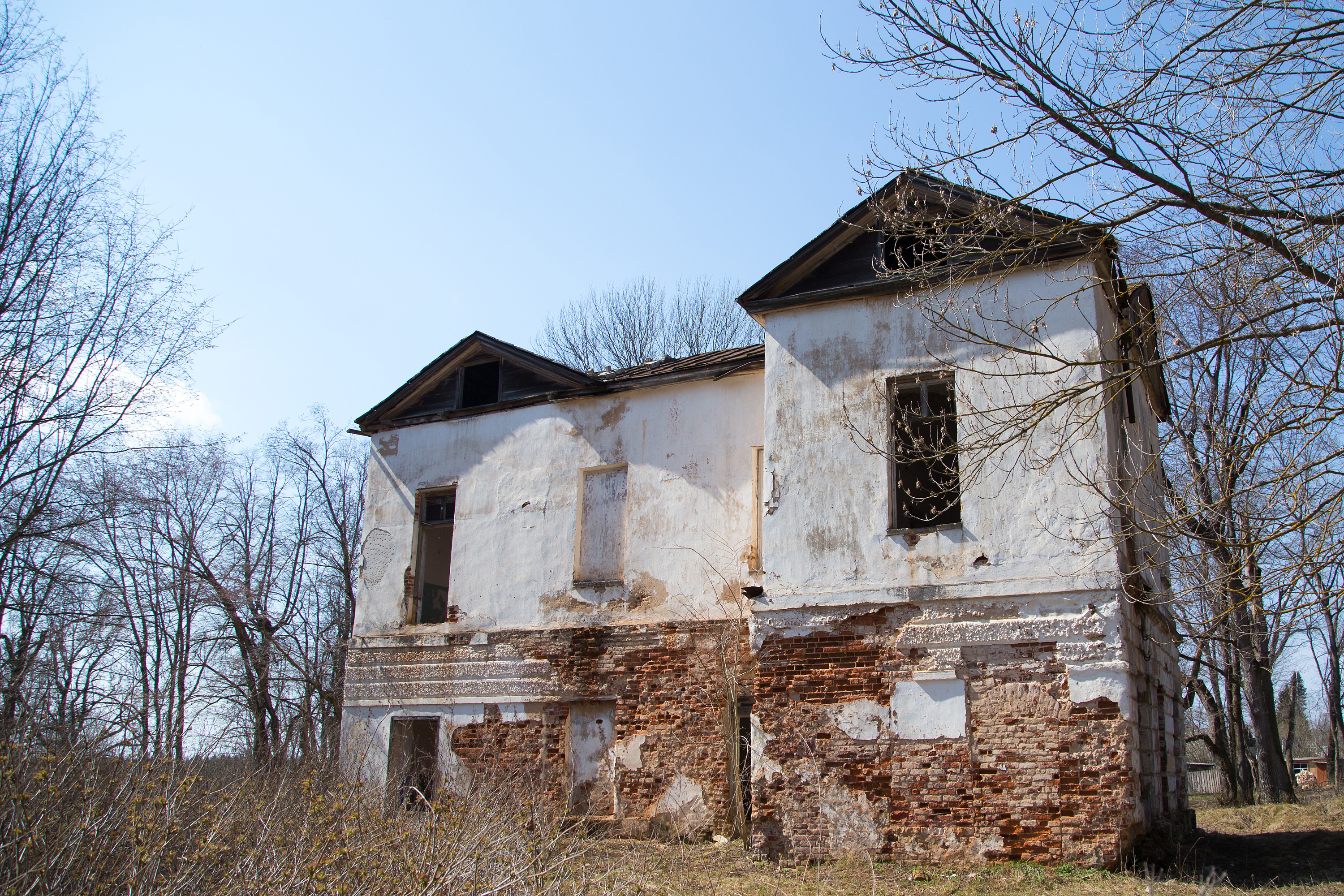
Manoir principal abandonné.